# Hymenostylium sinense
Hymenostylium sinense är en bladmossart som beskrevs av Kyuichi Sakurai 1949. Hymenostylium sinense ingår i släktet Hymenostylium och familjen Pottiaceae. Inga underarter finns listade i Catalogue of Life.